# Fúziós jazz

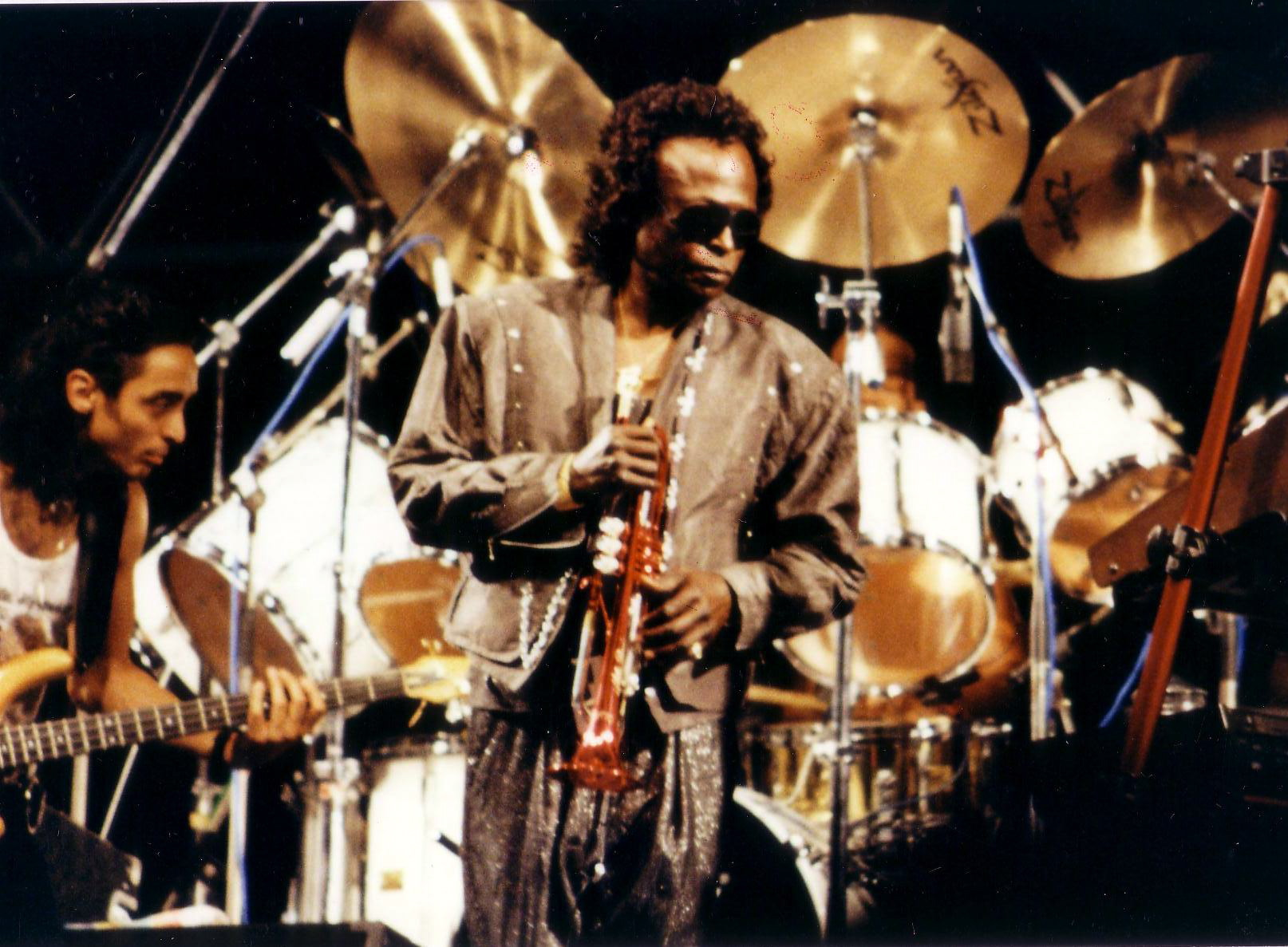
Miles Davis trombitás és zeneszerző 1989-ben

A fúziós jazz (jazz fusion, sokszor egyszerűen csak fusion) egy fúziós zenei műfaj, amely a hatvanas évek végén alakult ki a jazzes rögtönzésnek, a funk és az R&B ritmikai világának és a rock and roll kemény, elektronikus hangzásának vegyítéséből. Bár a "jazz rock" elnevezést gyakran használják a fúziós jazz szinonimájaként, emellett utal azokra a hatvanas-hetvenes évekbeli rockbandákra is, akik jazzes elemeket (például jazzes improvizációt) használtak zenéjükben.
A fúziós jazz albumok, még ha egyazon zenekartól származnak is, nagyon eltérőek lehetnek. A fusion valójában nem egy könnyen meghatározható zenei stílus, inkább egy zenei megközelítés. Sok progresszív rock zenét is fusionként aposztrofálnak. A fúziós jazz rendszerint instrumentális, a számokban sokszor alkalmaznak bonyolult ritmusképleteket, metrumokat, a kompozíciók hosszabbak egy átlagos pop- vagy rockzenei felvételnél s hosszú improvizált szólórészeket használnak. Sok prominens fúziós zenész hangszerének virtuóza. Ahogy Randy Jackson, műfajokon átívelő basszusgitáros/énekes megfogalmazta:
Azért választottam a fúziós jazzt, mert én akartam a legtechnikásabb zenész lenni, hogy bármit eljátszhassak. A jazz fusion számomra a legnehezebb műfaj. Borzasztó jártasnak kell lenned a hangszereden. Például ötféle tempóban kell játszanod egy szám alatt. Ki akartam próbálni a számomra legnehezebb zenei stílust, mert úgy gondoltam, hogy ha ezt tudom, mindent tudok.

## Története

### A hatvanas évek vége

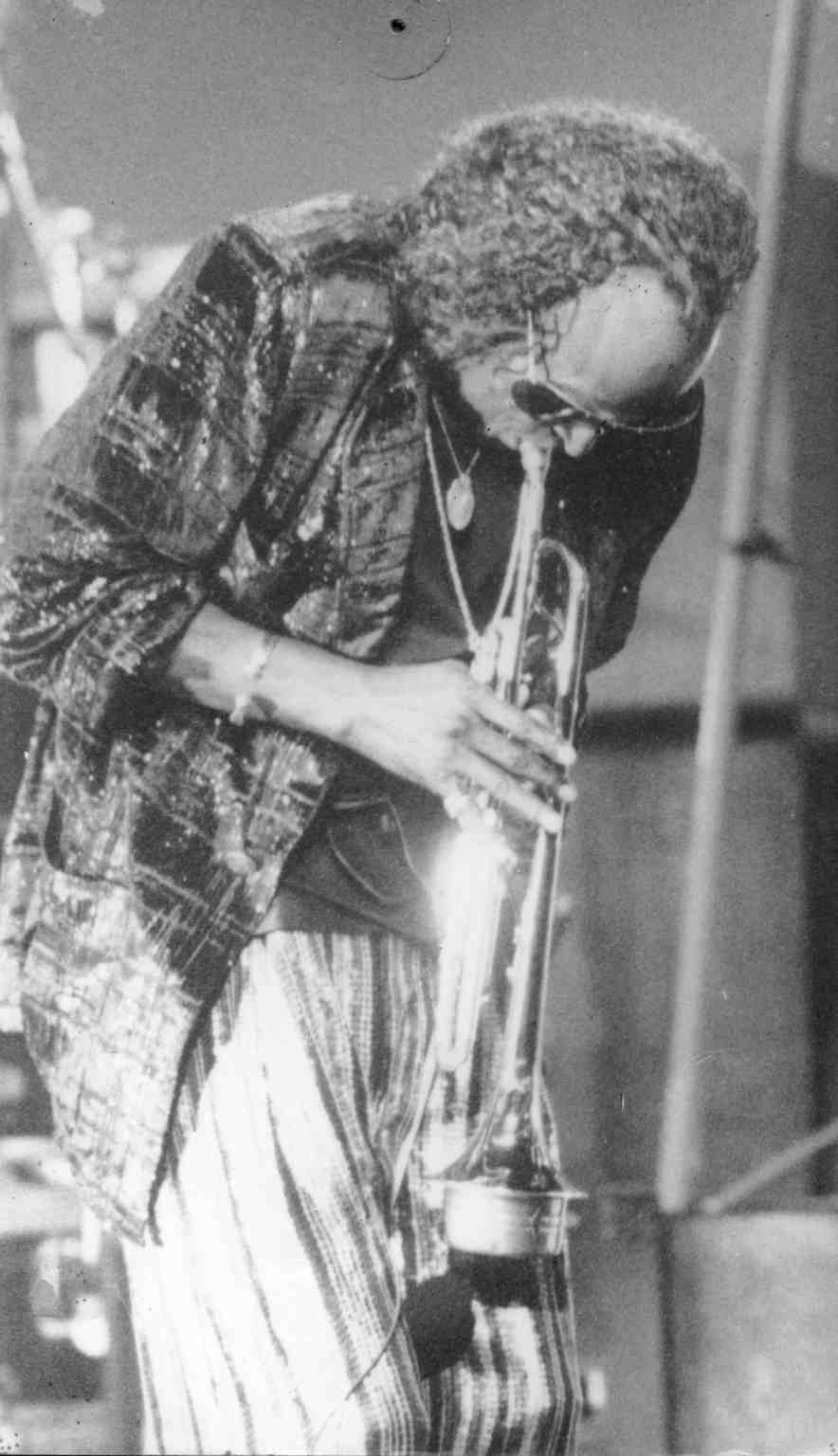
Miles Davis Rio de Janeiro-ban, 1984

Az All Music Guide szerint "1967-ig a jazz és a rock világa teljesen elkülönült. Mindazonáltal ahogy a rock egyre innovatívabb lett, a jazz pedig minduntalan az akkorra már unalmassá váló hard bopot ragozta, de még nem akart végleg az avantgardizmusba menekülni, a két különböző terület közeledni kezdett egymáshoz, egyesítették erejüket." Piero Scaruffi zenekritikus szerint a jazz-rock az Indiana-ból származó Gary Burton jazz-vibrafonista nevéhez fűződik, aki rockritmusokkal kezdett dolgozni The Time Machine című albumán 1966-ban. Scaruffi szerint az első valódi jazz-rock lemez szintén Burtoné, méghozzá az 1967-es Duster, melyen Larry Coryell gitározik. 
Scaruffi szerint Coryell a jazz-rock másik lehetséges feltalálója, mivel a texas-i gitáros 1966-ban kiadta Out of Sight And Sound című albumát.
A trombitás és komponista Miles Davisé a legvitathatatlanabb hatás a jazz fusion kibontakozásában, 1968-ban kiadott Miles in the Sky című lemezével. Ez volt az első Davis album, amelyen elektromos hangszereket hallhattunk: Herbie Hancock elektromos zongorán, Ron Carter basszusgitáron játszik rajta. Davis szintén 1968-as Filles de Kilimanjaro című felvételén Chick Corea játszik elektromos zongorán és Dave Holland basszusgitáron.
1969-ben Davis koncepciója megszilárdult az In a Silent Way-en, amit Davis első fúziós lemezének tartanak. A lemez két oldala egy-egy hosszú darabból áll, amiket Teo Macero producer manipulált technikailag. Ez a halk, csendes album nagy szerepet játszott az ambient műfaj kialakulásában. A felvételeken olyan zenészek játszanak, akik később, a hetvenes évek során továbbra is a fúziós jazz berkein belül maradnak. A teljesség igénye nélkül: Wayne Shorter, Herbie Hancock, Chick Corea, Joe Zawinul zongoristák, John McLaughlin gitáros, Dave Holland basszusgitáros és Tony Williams dobos. Williams Davistől való távozása után megalapította saját zenekarát, a The Tony Williams Lifetimeot John McLaughlinnal és Larry Young orgonistával. Első felvételüket, az Emergency-t is sokan az egyik első fusion albumnak tartják.

#### Jazz rock
A "jazz rock" kifejezést sokszor használják a "jazz fusion" szinonimájaként. Azonban van különbség a két fogalom között. Egyesek szerint az első jazz-rock zenekar a The Free Spirits. 
A hatvanas évek végén, amikor a jazz-zenészek a rock ritmusvilágát és az elektromos hangszereket kezdték tanulmányozni, olyan rockzenekarok, mint a Cream és a Grateful Dead elkezdték beépíteni a jazzt saját zenéjükbe, például átvették a szabad improvizációt. Más zenekarok, mint a Blood, Sweat & Tears a jazz harmóniai, dallami, ritmikai és hangzásvilágbeli sajátosságaiból merítettek. Scaruffi szerint ilyen zenekar volt a Soft Machine, a Colosseum, a Caravan, a Nucleus, a Chicago és Frank Zappa bandája. Szerinte a rockbandák nem a hangzásvilágra, hanem a dinamikára összpontosítottak. Scaruffi megjegyzi, hogy a Davis-féle fusion sima és elegáns, míg a progresszív rock összetett és nyers. Frank Zappa két jazz-orientált lemezt adott ki 1972-ben, a The Grand Wazoo-t és a Waka/Jawakát. Neves jazz-művészek, mint George Duke és Aynsley Dunbar játszanak ezeken az albumokon.
Az AllMusic szerint a "jazz-rock" terminológia a leghangosabb, legvadabb, legelektronikusabb hangzású fusion bandákra értendő a fúzionisták közül, de leginkább azokra az előadókra, akik a rock színtérről érkeztek. A leírás szerint a jazz-rock először a hatvanas évek végén jelent meg, és a rock erejét egyesítette a jazz komplexitásával. Míg a rock általában közvetlen, kerüli a felesleges virtuozitásokat, a jazz-rock vált az egyik legambiciózusabb, legművészibb rockműfajjá a hatvanas-hetvenes évek fordulóján olyan más rockműfajok mellett, mint a psychedelia, a progresszív rock és az énekes/dalszerző mozgalom.
Az Allmusic a következő jazz-rock kategóriákat különbözteti meg:
- énekes-dalszerző jazz-rock (Joni Mitchell, Van Morrison és Tim Buckley)
- jam- és improvizáció központú rockbandák (Traffic, Santana, Cream)
- jazz-szerű R&B vagy pop, kevesebb improvizációval és virtuozitással (Blood, Sweat & Tears, Chicago, Steely Dan)
- nehéz, kiszámíthatatlan kompozíciókra épülő jazz-rock (Frank Zappa, Soft Machine)

### Hetvenes évek
Davis 1970-es Bitches Brew című felvétele végleg szakított a jazzel és teljesen rockos hangzású volt, amit a rockra jellemző hangsúlyozással (a korábbi, jazzben egyeduralkodó "swingelést" a rockos "kettőnégy" váltja fel) és az elektromos basszusgitár-groove-ok alkalmazásával ért el. A felvétel "...a free jazz, nagy számú elektromos billentyűs hangszer, gitár és ütőhangszer keveréke." Davis emellett trombitájának hangját elektronikus effektekkel, pedálokkal torzította. Bár a felvétel aranylemez lett, az új hangzásvilág ellenérzéseket váltott ki néhány konzervatívabb jazzkritikusból.
Davis bebizonyította, hogy remekül felismeri a tehetségeket; a hetvenes évek fúziós sztárjai közül legtöbben Davis-nél kezdték a pályájukat, s azután alapították meg saját bandáikat: a The Tony Williams Lifetime-ot, a Weather Reportot, a The Mahavishnu Orchestrát, a Return to Forevert és Herbie Hancock funkos hangzású Headhunters-ét. Mellettük olyan, nem Davis-nél kezdő fúzionisták játszottak fontos szerepet e stílus kialakításában, mint Larry Coryell és Billy Cobham (a Spectrum című albummal). Herbie Hancock először Miles Davis nyomdokaiba lépett saját kísérletezgetős fúziós lemezeivel, például a Crossings-zal 1972-ben, ám később ő lett a jazz-funk stílus első prominense az 1973-as Headhunters és az 1974-es Thrust című albumokkal. Később a hetvenes évek végén és a nyolcvanas évek elején Hancock egy sokkal közönségbarátabb, eladhatóbb zenét kezdett készíteni. Hancock volt az egyik első jazz-zenész, aki szintetizátort használt.

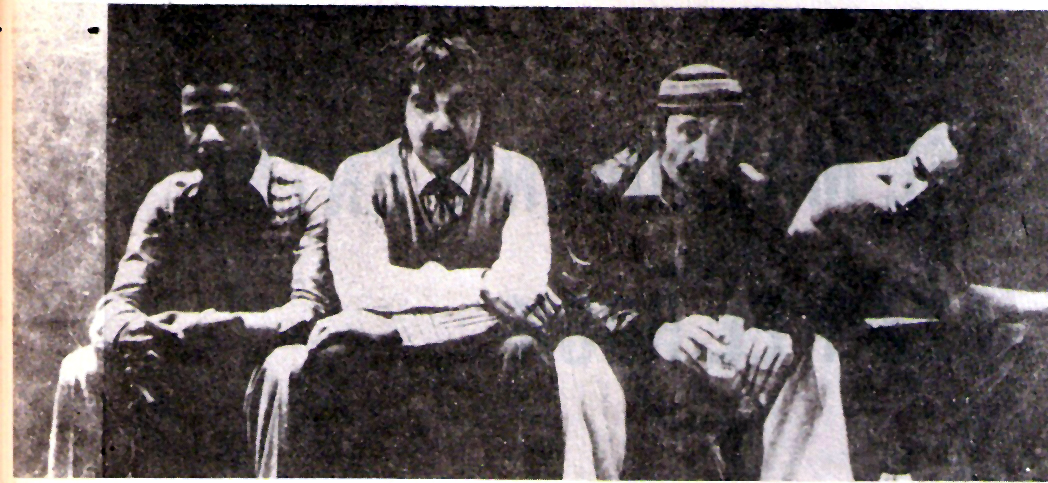
A Weather Report kísérleti zenekarként kezdte, ám hamar nagy rajongótáborra tettek szert

A Weather Report eredetileg egy avantgárd jazz-zenekar volt, ami az In A Silent Way album nyomdokain haladt. A banda korai albumain és koncertjein gyakran harminc percnél is hosszabb darabok szerepeltek. Később egy sokkal közönségbarátabb hangzásvilágot dolgoztak ki, ami hallható Joe Zawinul Birdland című számában. A Weather Report zenéjére nagy hatással voltak különböző latin, afrikai és európai zenei stílusok, így ők tették le a világzene alapjait. 1976-ban a zenekarba került Jaco Pastorius, a bundnélküli basszusgitáron játszó virtuóz. Az első vele készült lemez a Black Market, későbbi közös albumaik az 1977-es Heavy Weather és az 1979-es koncertlemez, a 8:30. A Heavy Weather minden idők legnépszerűbb fúziós jazz lemeze.
Az Egyesült Királyságban a jazz fusion mozgalmat a Soft Machine vezette be (benne Mike Ratledge, Elton Dean és Hugh Hopper zenészekkel). A legnépszerűbb felvételük a Third 1970-ből, ami egy duplalemez volt, s mindössze egyetlen számot tartalmazott oldalanként (mint ahogy azt már Davisnél is láthattuk.) Jelentős brit formáció volt a Nucleus is (Ian Carr, Karl Jenkins és John Marshall zenészekkel – a két utóbbi később belépett a Soft Machine-ba. Ezt a mozgalmat canterburyi színtérnek nevezik. Fontos angol jazz-rock banda volt az If, akik hét lemezt adtak ki a hetvenes években.

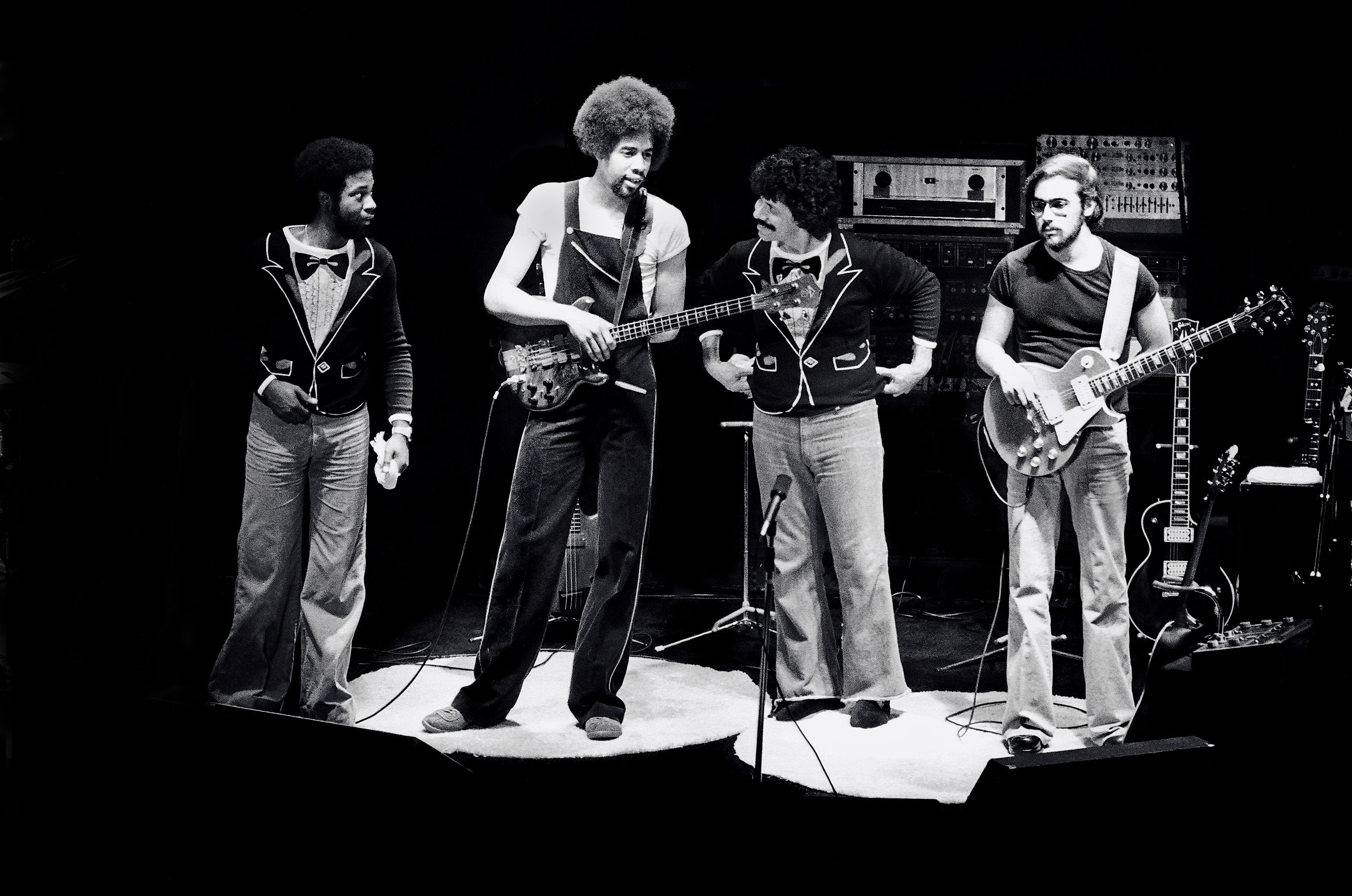
A Return to Forever 1976-ban

Chick Corea alapította a Return to Forevert 1972-ben. A zenekar profilja a latin hatásokkal tűzdelt mainstream jazz volt (Flora Purim énekesnővel és Airto Moreira ütőssel, mindketten brazil származásúak), ám 1973-tól jazz-rock zenekar lettek, és átvették a pszichedelikus rock és a progresszív rock néhány elemét. Az új dobos, Lenny White korábban Miles Davis-el zenélt. A Return to Forever darabok könnyen felismerhetőek Corea komponálási stílusáról és Stanley Clarke innovatív bőgő/basszusgitár játékáról. Clarke-ot Pastorius mellett a hetvenes évek legnagyobb hatású basszistájának tartják. Bill Connors gitáros 1973-ban lépett be Corea bandájába, és a Hymn of the Seventh Galaxy című lemezt már együtt vették fel. Connors saját stílusát Clapton és Coltrane keverékének tartja.
Al Di Meola gitáros, aki a Return to Forevernél kezdte 1974-ben hamar fontos fúziós zenész lett. John McLaughlin alapított egy orgonatriót Mahavishnu Orchestra névvel Billy Cobham dobossal, Jerry Goodman hegedűssel, Rick Laird basszusgitárossal és Jan Hammer billentyűssel. A banda első lemeze az 1971-es The Inner Mounting Flame volt. Hammer volt az első, aki Minimoog szintetizátort használt torzított effektekkel és vibrato gombbal, amivel hangszerének hangzása leginkább egy elektromos gitárra emlékeztetett. A Mahavishnu Orchestra a pszichedeliks rockot vegyítette a klasszikus indiai zenei hangzással.

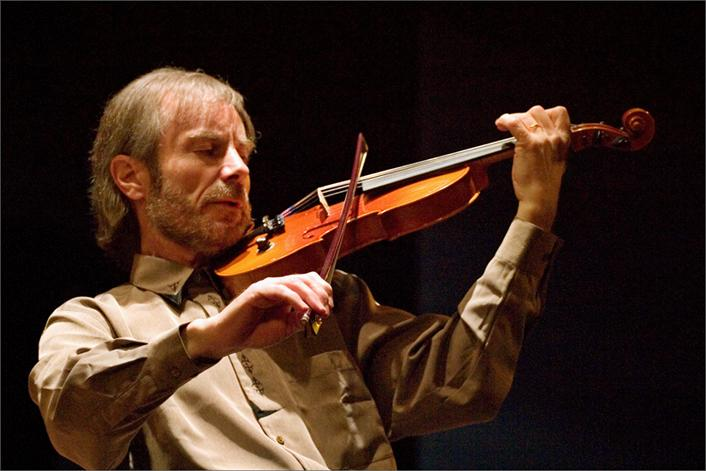
Jean-Luc Ponty francia jazz-hegedűs akusztikus és effektelt elektromos hegedűn is játszik

 A banda első felállása szétszéledt két stúdió- és egy koncertlemez elkészítése után, de McLaughlin újjáalakította együttesét Jean-Luc Ponty jazz-hegedűssel, aki számos fontos fusion felvételt készített Zappával, Narada Michael Walden dobossal, Gayle Moran billentyűssel és Ralph Armstrong basszusgitárossal. McLaughlin emellett dolgozott Carlos Santana latin-rock gitárossal is a hetvenes évek elején.
Eközben Santana San Franciscó-i bandája a latin salsamuzsikát a rockkal, a blueszal és a jazz-zel ötvözte. Santana torzítatlan gitárhangszínen játszott latinos hangszerelésekre, kíséretekre, timbales-ekre és kongákra. A Santana-zenekar második generációja egy keményebb fúzió volt. 1973-ban kiadtak egy majdnem két óra hosszú jazz fusion koncertfelvételt Lotus címmel. Ez a lemez több, mint húsz évig csak Európában és Japánban jelent meg.
Nagy hatással bírt továbbá Larry Coryell a The Eleventh House nevű zenekarával és Pat Metheny gitáros. A The Pat Metheny Group 1977-ben alakult, és komoly sikereket értek el mind a jazz, mind a popzene listáin második, American Garage című albumukkal 1980-ban. Habár sok jazz-zenész kritizálta a fúziós színteret a rockos hangzás és az elektromos hangszerek használata miatt, több veterán jazzista, mint Buddy Rich, Maynard Fergusson és Dexter Gordon is üdvözölte, sőt űzni kezdte az új zenei stílust. A fúziós jazz nem csak az Egyesült Államokban és Európában éreztette hatását. A hetvenes évek végén alakult meg Japánban a Casiopea és a T-Square. A fiatalabb generáció felfedezte ezt zenei újdonságot, és az virágzásnak indult a nyolcvanas évek elejére. A T-Square Truth című száma később a Japán Formula 1 versenyek himnuszává vált.

### Nyolcvanas évek

#### Smooth jazz
- Lásd még: Smooth jazz

A nyolcvanas évek elejére a fúziós szintér kiegészült olyan alműfajokkal, mint a smooth jazz, ami a jazz, az R&B, a funk és a popzene keveréke. A smooth jazz gyökerei a hatvanas évek végén jelentek meg. Akkor Creed Taylor producer együtt dolgozott Wes Montgomery gitárossal három, később legendássá váló lemezén. Taylor alapította a CTI Records-ot. Sok hírhedt jazz-zenész dolgozott a CTI-nál, például Freddie Hubbard, Chet Baker, George Benson és Stanley Turrentine. A Taylor neve alatt megjelent lemezek nem csak a jazz, hanem a popzenerajongók körében is népszerűek lettek.
A hetvenes évek második felében a smooth jazz egy kereskedelmileg sikeres műfajjá vált. Úttörői: Lee Ritenour, Larry Carlton, Grover Washington, Jr., a Spyro Gyra (például Morning Dance című számukkal), George Benson, Chuck Mangione, Sérgio Mendes, David Sanborn, Tom Scott, Dave Grusin és Don Grusin, Bob James és Joe Sample.

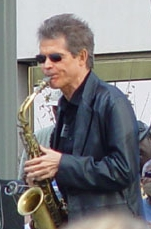
David Sanborn egy sor smooth jazz-slágert komponált a nyolcvanas években

A jazz és a pop/rock házassága a hetvenes-nyolcvanas évek fordulóján még kommerszebb irányt vett olyan finom hangzásvilággal, amelyeket már a soft rock rádiók is felvállalhattak. Az Allmusic lesújtóan fogalmaz: "most, hogy pénzhajhászás lett belőle, és a rock művészileg leszállóágra került a hetvenes évek derekán, amit korábban fúziós jazznek neveztünk, mostanra a jazz, az easy listening pop (szabad fordításban könnyed popzene) és a súlytalan R&B vegyítése lett."
Olyan zenészek, mint Lee Ritenour, Al Jarreau, Kenny G, Bob James és David Sanborn vezették ezt a pop-orientált színteret (más néven "west coast" vagy "AOR fusion"). Leginkább ezt a stílust nevezik smooth jazznek mind a mainstream, mind a fúziós jazz rajongói. A smooth jazz számukra elkülönül a valódi, "true" fusiontől, mivel szerintük a smooth jazz minősége nem vetekszik az évtizedek óta fejlődő jazzével. Ez a stílus egy eladható hangzásvilágot épít ki, mely nem a virtuóz szólózásra, mint inkább a hallgathatóságra törekszik.
Piero Scaruffi zenekritikus szerint a populáris fúziós zene (azaz a smooth jazz) szelíd, romantikus tingli-tangli, amit közepes zenészek játszanak másodosztályú zenekarokkal. Scaruffi továbbá kritizálta Michael és Randy Brecker néhány albumát, ami szerinte "egyszerű tánczene", David Sanborn altszaxofonista zenéje pedig szerinte "megkapó, táncolható jazz-utánzat". Kenny G-t egyszerre érték kritikák mind fusion, mind mainstream jazz rajongók részéről, miután óriás kereskedelmi sikereket ért el. George Graham zenekritikus szerint "az úgynevezett smooth jazz hangzás, mint Kenny G-é hiányt szenved mindabból a tűzből és kreativitásból, ami a fusion lényegét adta a hetvenes években".
A fúziós jazzt a konzervatív jazzrajongók is, akik inkább a mainstream jazz-t, és a smooth jazzisták is kritizálták, akik pedig inkább a könnyebben befogadhatóbb muzsikát kedvelik. Könnyen húzható analógia erre a helyzetre a swing-korszak reakciója a bebopra a negyvenes évek közepén, vagy a dixieland rajongók ellenvetése a swing iránt. Sokan úgy tartják, hogy a fúziós zenészek túlságosan a hangszeres virtuozitásra törnek. Mindazonáltal a fusion segített lebontani a rock és a jazz közti falat, majd később, ennek folyományaként a nyolcvanas években megszületett a jazz és az elektronikus zene házassága, az acid jazz.

#### Más stílusok
Bár a "fusion" terminológia szinonim fogalommá vált a smooth jazz-el a nyolcvanas években, számos zenekar tartotta életben a "valódi fúziós jazzt" is. Egy kritikus szerint: "...a fúziós jazz sajnos nem ért célhoz, azonban ma is létezik olyan bandák által, mint a Tribal Tech vagy Chick Corea Elektric Bandje. Sok hetvenes évekbeli fúzionista folytatta munkáját ebben a stílusban.
Miles Davis visszatért, miután több évig szüneteltette karrierjét a hetvenes évek második felében. Fiatal fúziós zenészekkel dolgozott a nyolcvanas években is, és továbbra sem érdekelték azok a kritikák, amelyeket olyan jazzrajongóktól kapott, akik inkább korábbi, mainstream jazzes munkáit kedvelték. Míg Davis nyolcvanas évekbeli munkája ellentmondásos maradt, felvételei nagy megbecsülést nyertek a fúziós jazz-rajongóktól és más zenekedvelőktől. 1985-ben Chick Corea új fusion zenekart alapított Chick Corea Elektric Band néven, olyan fiatal zenészekkel, mint a dobos Dave Weckl, a bőgős/basszusgitáros John Patitucci, a gitáros Frank Gambale és a szaxofonos Eric Marienthal.

### Kilencvenes és kétezres évek
A kilencvenes években Joe Zawinul fúziós zenekara, a The Zawinul Syndicate még több világzenei elemet használt fel, mint elődje. Az évtized első felében prominens együttes volt a Tribal Tech, amit Scott Henderson gitáros és Gary Willis basszusgitáros vezetett. Henderson a nyolcvanas évek második felében tagja volt mind Corea, mind Zawinul zenekarainak, miközben saját együttesét is vezette. A Tribal Tech leghírhedtebb felállásában Scott Kinsey billentyűs és Kirk Covington dobos is játszott - Willis és Kinsey egyaránt vezettek saját nevükön is projekteket szintén a fúzió műfaján belül. Henderson továbbá készített több lemezt is Steve Smith dobosal, aki a Vital Information tagja, és Victor Wootennel az eklektikus Bela Fleck and the Flecktones zenekarból, Vital Tech Tones címen.
Allan Holdsworth gitáros egyaránt játszik jazzt, fusiont és rockot. Olyan gitárosok, mint Eddie Van Halen, Steve Vai és Yngwie J. Malmsteen nagyra tartják fúziós játékát. Nyolcvanas évekbeli felvételein SynthAxe gitárszintetizátort használ. Holdsworth ma is ad ki fúziós felvételeket és koncertezik világszerte. Egy másik korábbi Soft Machine-gitáros, Andy Summers a The Police-ból több fusion albumot is kiadott a kilencvenes évek elején.
John Scofield és Bill Frisell gitárosok egyaránt adtak ki fúziós felvételeket is az elmúlt két-három évtizedben. Scofield Pick Hits Live-ja és Still Warmja jó példa erre, míg Frisell a tradicionális amerikai zenéből merítkezik. A japán fúzós gitáros, Vatanabe Kazumi számos fusion albumot jelentetett meg a nyolcvanas-kilencvenes években, mint például a Mobo Splash-t és a Spice of Life-ot.
Brett Garsed és T. J. Helmerich gitárosok szintén neves fúziós zenészek. Több lemezt is kiadtak együtt a kilencvenes években (Quid Pro Quo (1992), Exempt (1994), Under the Lash of Gravity (1999), Uncle Moe's Space Ranch (2001), Moe's Town (2007)), és sok más projektben is kollaboráltak (Brett Garsed - Big Sky).
A néhai szaxofonista, Bob Berg, aki még Miles Davisnél szerzett magának hírnevet egy sor fúziós albumot készített Miles korábbi zenésztársával, Mike Stern gitárossal. Stern azóta is fúziós zenét játszik New York City-ben és világszerte. Gyakran együtt dolgozott Dennis Chambers dobossal, aki szintén a műfaj mesterének számít. Chambers tagja a CAB-nek is, amit Bunny Brunel basszusgitáros vezet Tony MacAlpine gitárossal. A CAB 2 Grammy-jelölést hozott nekik 2002-ben. MacAlpine a Planet X nevű fúziós metálegyüttesben is játszik Derek Sherinian billentyűssel és Virgil Donati dobossal. Egy másik korábbi Miles Davis-"alkalmazott", a szaxofonista Bill Evans is készített több fúziós albumot, például az 1992-es Petite Blonde-ot.
A fúziós gitáros és session-zenész Greg Howe Victor Wooten basszusgitárossal és Dennis Chambers dobossal közösen készítette el Extraction című szólólemezét 2003-ban. A többi szólólemeze: Introspecton (1993), Parallax (1995), Five (1996), Ascend (1999), Hyperacuity (2000) és Sound Proof (2008). Howe a rock, a blues, a latin és a jazz elemeit ötvözi egy technikás de melodikus gitárstílusban.
Jack DeJohnette dobos Parallel Realities nevű zenekarában játszanak olyan korábbi Miles-"kollégák", mint Dave Holland, Herbie Hancock és Pat Metheny. 1990-ben együtt dolgoztak, sőt egy koncert DVD is megjelent, amit a Mellon Jazz Fesztiválon rögzítettek Philadelphiában. Christian McBride jazzbőgős két fúziós lemezt adott ki (amiket inkább jazz-funknak neveznek): Sci-Fi (2000) és Vertical Vision (2003). További szignifikáns fúziós zenész Mitchel Forman zenekarával, a Metro-val az ex-Mahavishnu basszusgitárossal, Jonas Hellborgal, a néhai gitárvirtuózzal, Shawn Laneel és Tom Coster billentyűssel.

## A jazz-rock hatása a progresszív rockra és a metálra
A jazz-rock jellemzői, a technikás gitár- és basszusgitár-szólók, a különleges metrumok, a szinkópált dobtémák megjelentek a technikaorientált progresszív death metal műfajban a kilencvenes évek elején. A progresszív rock, amely híres hosszú szólóiról, különböző hatásairól, különleges metrumjairól, összetett harmóniáiról nagyban emlékeztet a fúziós jazzre. Sok progresszív rock előadó valójában a progresszív rock és a fusion határán mozog, úgy mint a Gong, a Brand X, az Ozric Tentacles és az Emerson, Lake & Palmer.
Az Atheist nevű banda 1991-es Unquestionable Presence és az 1993-as Elements című albumain megjelennek a szinkópált dobtémák, változó metrumok, instrumentális részek, akusztikus betétek és latin ritmusok. A Cynic 1993-as Focus című lemeze egy nem hagyományos formája a jazz-rock-death metal fúzónak. 1997-ben a Guitar Institute of Technology gitárosa, Jennifer Batten kiadta a Momentumot Jennifer Batten's Tribal Rage: Momentum név alatt - ez egy instrumentális fusion album.
Egy másik híres, instrumentális progresszív jazz-fusion-metal banda a Planet X. 2000-ben adták ki Universe című albumukat Tony MacAlpine-al, Derek Sheriniannal (ex-Dream Theater) és Virgil Donatival (aki a Tribal Tech-es Scott Hendersonnal is játszott együtt). A bandára jellemzőek a fúziós gitárszólók, a szinkópált dobtémák és a metál energiája. A tech-prog-fusion-metal zenekar, az Aghora 1995-ben alakult, s 1999-ben jelentették meg első lemezüket, melyen Sean Malone és Sean Reinert játszik, mindketten a Cynic alapítói. Egy másik Cynic-szerű banda a Gordian Knot akik szintén 1999-ben adták ki első lemezüket. A The Mars Volta erősen jazz-fusion befolyásoltság alatt állt. Az üzbég FromUz zenekar progresszív fusiont játszik, és a jamelős fusiont házasítja a rockal, az ambientel, a világzenével, a jazzel és a progresszív hard rockal.

## Fontos zenészek
- Miles Davis
- John McLaughlin
- Weather Report
- Chick Corea
- Herbie Hancock
- Mahavishnu Orchestra
- Tony Williams
- Billy Cobham
- Michael Brecker
- Dave Weckl
- Jaco Pastorius
- Marcus Miller
- Spyro Gyra
- Oregon
- Return to Forever
- Pat Metheny
- Casiopea
- Tribal Tech
- Mike Stern
- Stanley Clarke
- Larry Coryell
- Joe Zawinul
- Victor Wooten
- John Patitucci

## Külső hivatkozások
- Jazzfusion.tv: A web legnagyobb, elérhető, legális fúziós jazz archívuma, Rich Rivkin oldala
- A History of Jazz-Rock Fusion Al Garcia, a Guitar Player Magazine újságírója
- BendingCorners nonprofit jazzoldal
- A 100 legnagyobb fusonista
- Miles Beyond, web-site Miles Davis fusionjének dedikálva
- Fusiongroovin
- Miles Davis Isle of Wighton 1970-ben
- Jazz Concert, jazzkoncert-helyszínek
- Don Ellis, Tanglewoodban
- ProGGnosis: Progressive Rock & Fusion Hatalmas adatbázis művészekkel, felvételekkel, diszkográfiákkal, borítókkal és linkekkel.
- JazzRock-Radio.com: Jazz-rock rádió